# Orlando di Lasso
Orlando di Lasso (Roland de Lassus) (? 1532 Mons – 14. června 1594 Mnichov) byl vlámský hudebník a jeden z nejvýznamnějších skladatelů 16. století. Spolu s Palestrinou je považován za vrcholného skladatele polyfonní hudby své doby.

## Život
Orlando di Lasso se narodil jako Roland de Latre roku 1532 ve městě Mons v nizozemské provincii Hainaut (dnešní jižní Belgie). Později byl znám i pod jmény Orlandus Lassus či Roland de Lassus. Jako malý chlapec udivoval krásným hlasem, a byl proto dokonce třikrát unesen.
Ve dvanácti letech byl přijat na dvůr generála Ferranta Gonzagy, který pocházel z mantovského vévodského rodu a byl místokrálem na Sicílii. V jeho službách putoval přes Francii a Itálii až do Palerma. Od r. 1545 působil v Miláně, Neapoli a Římě, kde se roku 1553 stal kapelníkem chrámu San Giovanni in Laterano. V r. 1555 se vrátil do Antverp.
Jen o rok později byl pozván do Mnichova ke dvoru bavorského vévody Albrechta V. Nejprve se jako tenorista stal členem vévodské kapely, roku 1560 se oženil a od roku 1563 až do konce svého života působil jako kapelník jednoho z nejvýznamnějších hudebních těles tehdejší Evropy.
Místo kapelníka na mnichovském dvoře bylo velmi prestižní, ale obnášelo pro dnešního člověka nepředstavitelné množství povinností. Lasso zastával úlohu dnešního dramaturga, uměleckého vedoucího, dirigenta, pedagoga chlapeckého sboru i archiváře. Kromě toho vedl vévodskou knihovnu, sbíral pro ni tisky a dělal společníka vévodovi. Kapela se aktivně účastnila veškerého života na dvoře, což znamenalo každodenní bohoslužby, bankety, lovecké večírky a veškeré další společenské události.
Za své zásluhy byl císařem Maxmiliánem II. v r. 1570 povýšen do šlechtického stavu a papež Řehoř XIII. mu udělil Řád zlaté ostruhy. Na sklonku života předal část svých kapelnických povinností synu Ferdinandovi a roku 1585 vykonal kající pouť do italského poutního místa Loreto. Lasso zemřel v Mnichově.
Orlando di Lasso je považován za jednoho z nejvýznamnějších skladatelů 16. století, který výrazně ovlivnil další skladatelskou generaci. Mezi jeho významné žáky patřil např. Leonhard Lechner. Zanechal po sobě obrovské dílo, více než 2000 skladeb všech tehdejších žánrů: 70 mší, 110 motet, francouzské šansony, italské madrigaly, německé písně, liturgickou hudbu ve stylu nizozemské vokální polyfonie a ve výčtu jeho skladeb nechybí ani duchovní skladby pro potřeby německých protestantů. Byl to skutečný kosmopolita, umělec hodný své doby – pozdní renesance.
Na rozdíl od přísného mystického stylu svého současníka Palestriny je hudba Orlanda di Lassa vždy vřelá, vášnivá a upřímně lidská. Spíše než na liturgické přesnosti záleží Lassovi na hlubokém prožitku a dramatické formě a struktuře.
Zatímco Lasso spolu s Palestrinou tvořili výhradně v přísně polyfonním duchu, jejich mladší současníci se vedle polyfonie stále více uchylovali k novému stylu, v němž se, na rozdíl od horizontálně chápaného vícehlasu se samostatně vedenými hlasy, stává hlavním skladebným prvkem vertikální harmonie s hlasy podřízenými přísné hierarchii.

## Dílo
Kritickým vydáním úplného díla Orlanda di Lassa se zabývá Královská belgická akademie (Académie Royale de Belgique) ve spolupráci s Bavorskou akademií věd (Bayerische Akademie der Wissenschaften).
Stojí za pozornost, že tvorbou Orlanda di Lassa se zabýval i Alfred Einstein, německo-americký hudební vědec a bratranec fyzika Alberta Einsteina, ve své práci „The Italian Madrigal“ (1949).

### Nejvýznamnější díla
- 7 Salmi Penitenziali (7 kajícných žalmů – 1560)
- 12 Prophetiae Sibyllarum (12 Sibyliných proroctví – 1560).
- Susanne un jour (sbírka francouzských šansonů byla po řadu desetiletí populární v celé Evropě)
- Řada milostných písní na texty básní Petrarcových a dalších renesančních autorů
- Magnum opus musicum (1604), výběr 516 motet.
- “Lagrime di San Pietro” (Slzy sv. Petra, sbírka madrigalů na církevní texty, poslední velká práce skladatele – 1594).

## Vyznamenání
- rytíř Řádu zlaté ostruhy (1574)